# A (kana)
A (romanização do hiragana あ ou katakana ア) é um dos kana japoneses que representam um mora. No sistema moderno da ordem alfabética japonesa (Gojūon), ele ocupa a 1.ª posição do alfabeto, antecedendo I.

## Formas variantes
Versões menores do kana (ぁ, ァ) são utilizadas para expressar moras estrangeiros na língua japonesa, como ファ (fa).

## Formas alternativas
No Braile Japonês, あ ou ア é representado como:
| ●  | － |
| － | － |
| － | － |

БВГ Código Morse para あ ou ア, é －－・－－.

## Traços

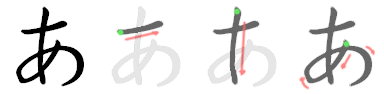
Seqüência de traços para escrita do い.

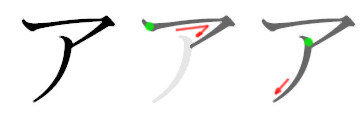
Seqüência de traços para escrita do ア.